# RTON Luboń Wielki
RTON Luboń Wielki (Radiowo-Telewizyjny Ośrodek Nadawczy Luboń Wielki) – obiekt nadawczy z wieżą o wysokości 51 m, umiejscowiony na Luboniu Wielkim, kilka kilometrów na północ od Rabki-Zdroju. Służy przede wszystkim do emisji sygnału radia i telewizji dla centralnej części województwa małopolskiego. Ośrodek zbudowano w sześć miesięcy roku 1961. Jest własnością spółki EmiTel. Programy radiowe zaczęto emitować w 1995 r., wcześniej obiekt służył jako przemiennik telewizyjny.
Zasięg sygnału jest ograniczony przez beskidzkie szczyty na wschód i południowy zachód, lecz wykracza na północ i północny zachód aż po południowe części województwa świętokrzyskiego oraz Wyżynę Krakowsko-Częstochowską i znaczną część Zagłębia Dąbrowskiego. W zasięgu tego RTON znajdują się przede wszystkim miasta: Rabka-Zdrój, Nowy Targ, Myślenice, Limanowa, Sucha Beskidzka, Kraków.
Wieża ośrodka nadawczego na Luboniu jest charakterystyczna, na której masywniejszej, dolnej części pokrytej gontem utwierdzony jest krótki maszt kratownicowy – bezpośrednia podstawa pod anteny nadawcze UKF i telewizji.
Przy dobrej widoczności wieżę na Luboniu zaobserwować można na tle Tatr ze wzniesień Krakowa.

## Parametry
- Wysokość posadowienia podpory anteny: 1021 m n.p.m.
- Wysokość zawieszenia systemów antenowych: Radio: 32, TV: 41, 42, 46 m n.p.t.

## Transmitowane programy

### Programy radiowe
| LP | Program                  | Właściciel                                                           | Częstotliwość | Moc nadajnika | Polaryzacja |
| -- | ------------------------ | -------------------------------------------------------------------- | ------------- | ------------- | ----------- |
| 1  | Polskie Radio Kraków     | Polskie Radio - Regionalna Rozgłośnia w Krakowie "Radio Kraków" S.A. | 87,6 MHz      | 5 kW          | pozioma     |
| 2  | Polskie Radio Program II | Polskie Radio S.A.                                                   | 90,4 MHz      | 5 kW          | pozioma     |
| 3  | Polskie Radio Program I  | Polskie Radio S.A.                                                   | 93,4 MHz      | 5 kW          | pozioma     |
| 4  | Radio Maryja             | Prowincja Warszawska Zgromadzenia O.O. Redemptorystów                | 100,7 MHz     | 5 kW          | pozioma     |
| 5  | Radio Plus Podhale       | Archidiecezja Krakowska                                              | 102,7 MHz     | 5 kW          | pozioma     |
| 6  | RMF FM                   | Radio Muzyka Fakty Sp. z o.o.                                        | 104,7 MHz     | 3 kW          | pozioma     |

### Programy telewizyjne – cyfrowe
| Skład multipleksu | Częstotliwość | Kanał | Moc nadajnika | Polaryzacja | Kompresja |
| ----------------- | ------------- | ----- | ------------- | ----------- | --------- |
| MUX 1             | 650 MHz       | 43    | 10 kW         | pozioma     | MPEG-4    |
| MUX 2             | 594 MHz       | 36    | 10 kW         | pozioma     | MPEG-4    |
| MUX 3             | 578 MHz       | 34    | 9,8 kW        | pozioma     | MPEG-4    |
| MUX 8             | 191,5 MHz     | 7     | 0,2 kW        | pionowa     | MPEG-4    |

## Nienadawane analogowe programy telewizyjne
Programy telewizji analogowej zostały wyłączone 20 maja 2013 roku.
| LP | Program | Właściciel            | Częstotliwość | Kanał | Moc nadajnika | Polaryzacja |
| -- | ------- | --------------------- | ------------- | ----- | ------------- | ----------- |
| 1  | TVP1    | Telewizja Polska S.A. | 551,25 MHz    | 31    | 10 kW         | pozioma     |
| 2  | TVP2    | Telewizja Polska S.A. | 591,25 MHz    | 36    | 15 kW         | pozioma     |